# أمنمحات الثالث

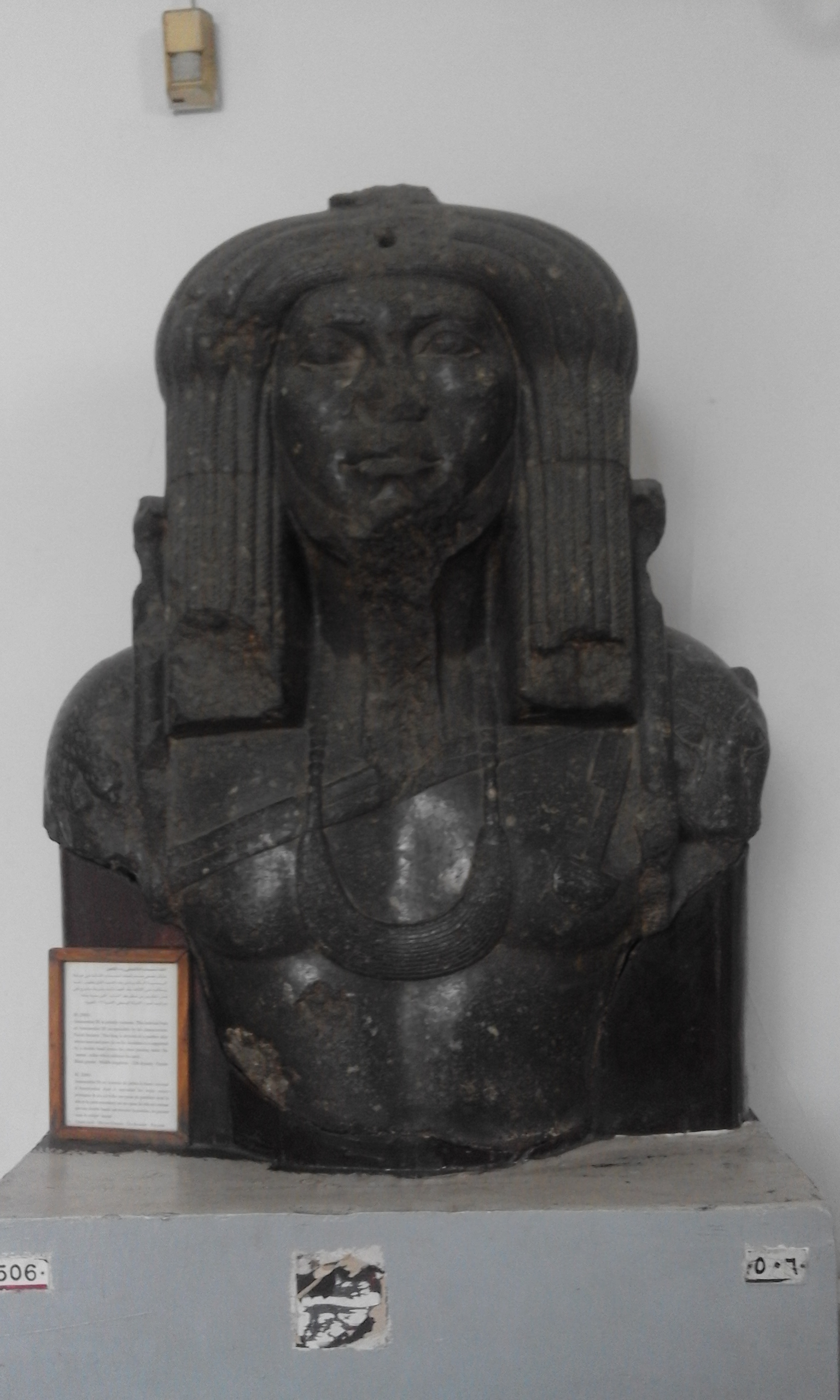
تمثال أمن-م-حات الثالث بالمتحف المصري

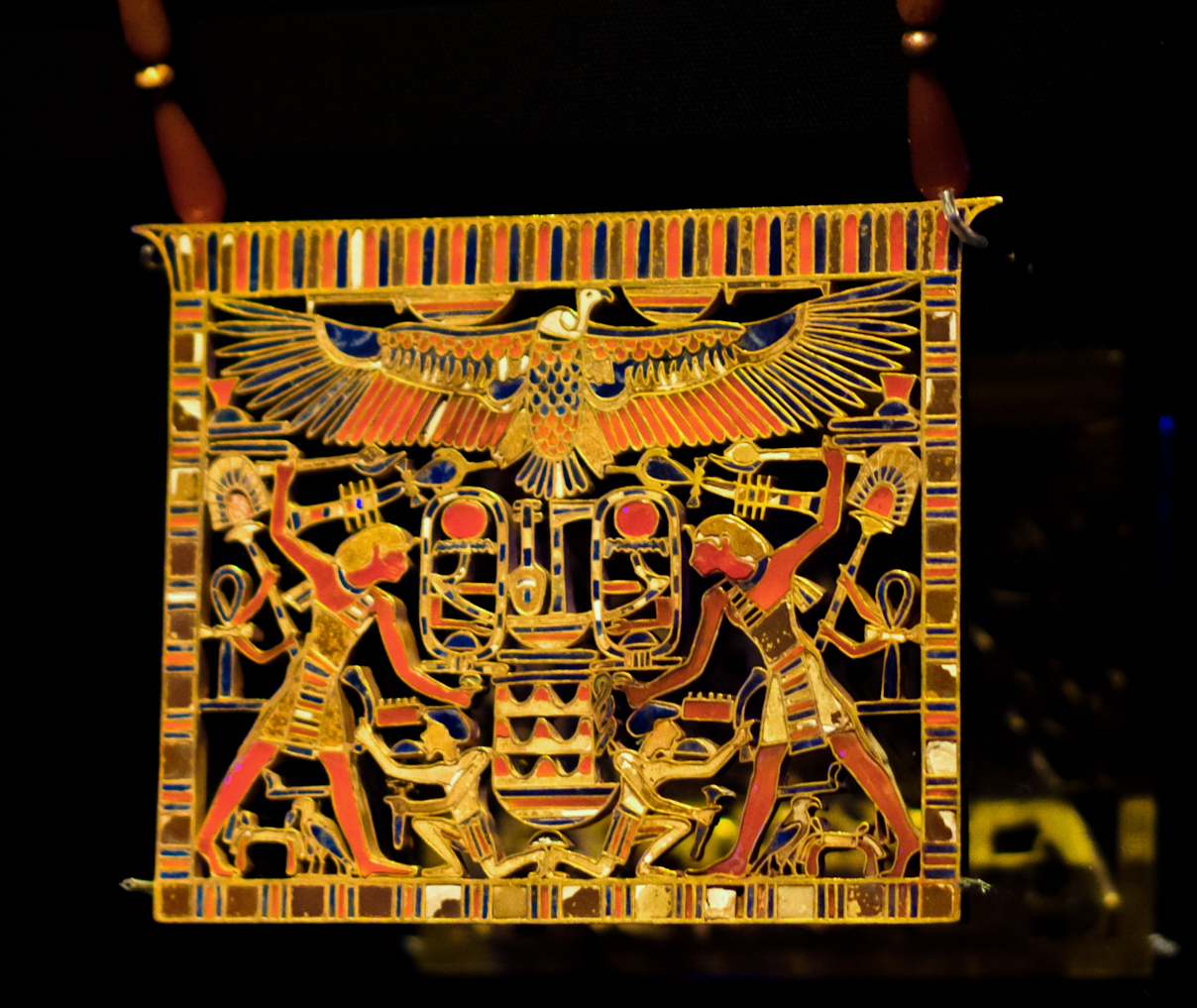
صدرية لأمن-م-حات الثالث، مقبرة مرريت

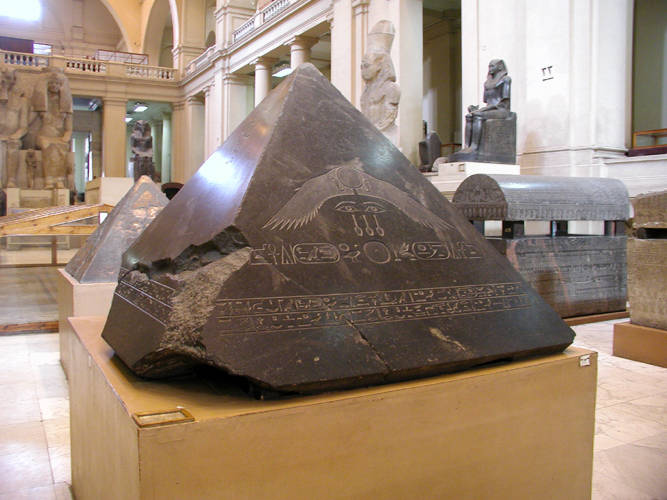
هريم قمة هرم أمن-م-حات الثالث الحجرية

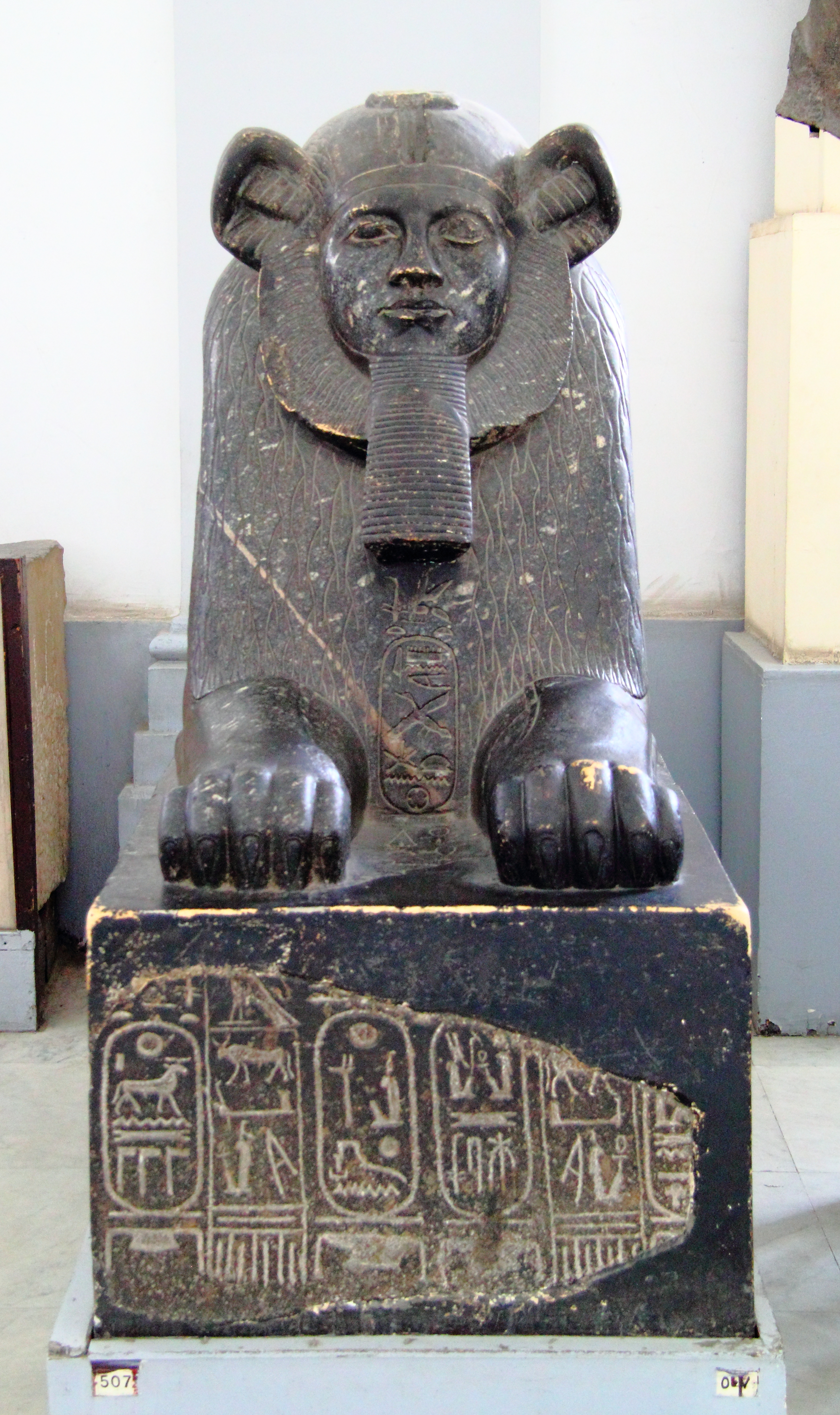
تمثال لإمن-م-حات الثالث على شكل أبو الهول، أحد التماثيل التي يُطلق عليها تماثيل أبو الهول الهكسوسية

أمنمحات الثالث (حوالي. 1860 ق.م.-1814 ق.م.) كان سادس فراعنة الأسرة الثانية عشر. وحكم في الفترة من 1860 ق.م. حتى 1814 ق.م. حيث أن أقصى تاريخ معروف لحكمه هو ما تم العثور عليه في بردية مُؤرخة بالعام 46، الشهر الأول من الفيضان (آخت)، اليوم 22 من حكمه. وفترة حكمه تُعتبر العصر الذهبي للدولة الوسطى. ولعله قد شارك لمدة طويلة الحكم مع والده سيزوستريس الثالث (20 عام).
لقد أقام فترة حكم مشتركه مع خليفته أمن-م-حات الرابع، وذلك بالقرب من نهاية عهده كما هو محفوظ الآن في نقش صخري مهشم في منطقة كونسو بالنوبة. ونجد على هذا النقش مساواة العام الأول من حكم أمن-م-حات الرابع إما بالعام 46 أو 47 أو 48 من حكم أمن-م-حات الثالث. ولقد خلفت إبنته سوبك-نفرو الملك أمن-م-حات الرابع على حكم مصر كآخر حكام الأسرة الثانية عشر. وجدير بالذكر أن معنى لقب تتويج أمن-م-حات الثالث «ني-ماعت-رع» هو المنتمي إلى عدالة رع.
بنى أول هرم في دهشور، (و يُسمى الهرم الأسود) الذي صاحب إنشاءه مشاكل انشائية تسببت في ترك المشروع قبل اكتماله. وقرر بناء هرم جديد في الهوارة في حوالي السنة الخامسة عشر من حكمه كملك. وتم استخدام هرم دهشور في دفن العديد من سيدات العائلة الملكية.
إن معبده الجنائزي في هوارة (بالقرب من الفيوم)، الذي يرافقه هرم، عرفه كلٌ من هيرودوت وديودور الصقلي بقصر التيه أو اللابيرنث. ووصفه سترابو بأنه اعجوبة من عجائب الدنيا. وضم هرم الملك في هوارة بعض أعقد الاحتياطات الأمنية التي عُثر عليها في مصر، وربما الوحيدة التي تقترب من الحيل التي تقرنها هوليوود بمثل تلك المنشآت. وبالرغم من ذلك فقد سرقت مقبرة أمنمحات الثالث في العهود القديمة. ودُفنت ابنته نِفِرو-پتاح في هرم منفصل (عُثر عليه في 1956) على بعد 2 كم جنوب غرب هرم الفرعون. كما بدأ عند قلعة سمنة القديمة بعمل مقياس على نهر النيل عند الشلال الثاني والذي كان يتم تقدير قيمة الضرائب على أساسه.

## الأهرامات
أقام هرمه الأول في دهشور (ما يسمى «الهرم الأسود») ولكن تم التخلي عن إستكمال بنائه نظراً لظهور عيوب إنشائية عليه. ثم قرر في حوالي العام 15 من حكمه بناء هرم جديد في منطقة هوارة بالقرب من الفيوم بإرتفاع نحو 75 مترا، وقاعدة أبعادها 105 مترا، وزاوية الهرم مقدارها 57 درجة. وتم استخدام الهرم الموجود في دهشور لدفن عدد من نساء العائلة الملكية.
ربما المعبد الجنائزي المُلحق بهرم هوارة كان معروفاً لهيرودوت وديودور الصقلي باسم «قصر التيه». كما أشاد به المؤرخ سترابو وإعتبره من عجائب الدنيا. فهرم الملك الموجود في هوارة يحتوي على عدداً من أعقد السمات الأمنية التي لم يتم العثور عليها في أياً من الأهرامات الأخرى. ورغم ذلك فقد تم السطو على مقبرة الملك في العصور القديمة. أما إبنته أو أخته نفرو-بتاح فقد تم دفنها في هرم مستقل تم العثور عليه في عام 1956 ويبعد 2 كيلومتر جنوب غرب هرم الملك. وتم العثور على هريم مقبرة هرم أمن-م-حات الثالث ساقطاً من على قمة بنايته سليماً نسبياً؛ وهو موجود الآن في المتحف المصري بالقاهرة.

## الحملات والمشاريع العسكرية
لا يوجد عن الحملات العسكرية التي تمت في عهد الملك إلا أدلة قليلة للغاية. فتوجد مدونة واحدة عن بعثة صغيرة تمت في العام التاسع من حكم الملك. والدليل علي ذلك تم العثور عليه في نقش صخري بالنوبة بالقرب من حصن قمنة. ويشير هذا النص القصير إلى أن هذه البعثة العسكرية كانت تقودها أوامر نخن-سا-منتو الذي يخبر بذهابه شمالاً بقوات صغيرة لم يتوفى منها أحداً عندما رجع إلى الجنوب.
لقد تم تدوين إرسال العديد من الحملات إلى مناطق التنقيب عن المعادن تحت إمرة هذا الملك. معروف منها حملتين تم إرسالهما إلى وادي الهودي بالقرب من حدود مصر الجنوبية حيث تم إلتقاط أحجار الجمشت. يرجع تاريخ أحداهما إلى العام 11 من حكم الملك. وحملتين آخريين يرجعان إلى العام 20 والعام 28. كما توجد حملات أخرى تم إرسالها إلى وادي الحمامات. يرجع تاريخ هذه الحملات إلى العام 2، 3، 19، 20، و 33 من حكم الملك. ولعل نقوش العام 19 و 20 تتعلق ببداية بناء المجمع الهرمي بهوارة. فهذه النقوش تتكلم عن قطع الأحجار لزوم نحت التماثيل.
لقد تم إكتشاف لوحة بمرسى علم على ساحل البحر الأحمر تشير إلى إحدى الحملات إلى بلاد بونت تحت إمرة الملك أمن-م-حات الثالث. كان المدير السامي ستب-ف هو أعلى مسئول مشترك فيها. وكان من ضمن الشخصيات الأخرى المسئولة عن هذه الحملة أمن-حتب وأمين الخزانة نب-سو.

## القناة الكبرى (مر-ور)
| N36 · N23 | N35A | wr |

لقد واصل أمن-م-حات الثالث طوال فترة حكمة الطويلة المهام التي ربما قد بدأها والده لربط منخفض الفيوم بنهر النيل. فهذه المنطقة لم تكن في السابق سوى مستنقع من المياه. فتم حفر قناة بطول 16 كيلومتر وعرض 1.5 كيلومتر كانت معروفة في تلك الفترة باسم «مر-ور» أي (القناة الكبرة)، أما الآن فمعروفة باسم بحر يوسف. وكانت ميول ضفاف الجانب المركزي العميق بمقدار 1:10 لتسمح باستخدام الحشوات الصخرية والتربة المفككة. والقناة كانت تنحدر في إتجاه منخفض الفيوم بميل مقداره 0.01 درجة، وكان بها سد يُطلق عليه «ها-ور» يمتد من الشرق إلى الغرب. ونتج عن ذلك بحيرة قارون التي يمكنها تخزين 13 مليار متر مكعب من مياه الفيضان كل عام. وهذه المهمة الهندسية الضخمة قام بإتمامها في نهاية المطاف إبنه أمن-م-حات الرابع وجلب معها الرخاء لمنطقة الفيوم. فأصبحت الفيوم سلة الخبز للبلاد، واستمر الإستفادة منها حتى عام 230 قبل الميلاد عندما إنسد فرع اللاهون من نهر النيل نتيجة إمتلائه بالطمي.
إن الوزير خيتي قد تقلد هذا المنصب حوالي عام 29 من حكم الملك أمن-م-حات الثالث. ويُعتقد أنه قد تم تأليف بردية ريند الرياضية في الأصل خلال عهد أمن-م-حات الثالث. ومعالمة الأثرية كثيرة إلى حد ما وبحالة ممتازة. ويشمل ذلك معبد صغير إلا أنه مزخرف زخرفة جيدة بمدينة ماضي بالفيوم، الذي كرسه هو ووالدة إلى معبودة الحصاد رنينوتت.

## إحتفاله بعيد سد
وقد احتفل أمنحمات الثالث بمناسبة عيد سد وقد أقام هذا الاحتفال في العام الواحد والثلاثين من حكمه، وهذا ظاهر مما جاء في لوحة محفوظة الآن في متحف بوستون بالولايات المتحدة، وتشير اللوحة أنه حكم البلاد نحو تسع وأربعين سنة، ومات في خلال الخمسين من توليته العرش، وهناك دلائل أنه أشرك إبنه أمنمحات الرابع في حكم البلاد في حكم البلاد في أواخر أيامه، فقد وجد اسماهما جنبًا إلى جنب في أحد النقوش، وقد ظهر اسمه واسم أمنمحات الرابع مرات عديدة على جدران معبد كوم ماضي.

## المنحوتات
إن أمن-م-حات الثالث بالإضافة إلى س-ن-وسرت الثالث يُعتبروا أفضل ملوك الدولة الوسطى الذين تم توثيق عدد من التماثيل لهم، حيث يمكن إسناد حوالي 80 تمثال أو بقايا تماثيل له. وإسلوب نحت أمن-م-حات الثالث قد واصل التقليد الذي إتبعه س-ن-وسرت الثالث في ذلك الأمر. فالعديد من أعماله لم تعد تمثله على هيئة ملكاً شاباً مثالياً، بل تظهر علامات التقدم في العمر باستخدام تعابير علم الفراسة. ومما يدعو إلى الدهشة وجود مجموعة كبيرة من مختلف الأحجار المستخدمة في منحوتات هذا الملك، والتي لم يتم تدوين إستخدامها لأي ملك من قبله. وعلاوة على ذلك فقد قدم هذا الملك العديد من أنواع المنحوتات الجديدة، عدد كبير منها قد تم إستلهامه من نماذج قديمة ترجع إلى عصر الأسرات المبكر. ويوجد إسلوبين من أساليب المنحوتات الوجهية التي يمكن إسنادها إلى أمن-م-حات الثالث.
- الإسلوب الواقعي: الذي يظهر الهيكل العظمي لوجه الملك، والتجاعيد مُميزة بوضوح. وسمات الوجهة قد تم إستلهامها بشكل واضح من منحوتات س-ن-وسرت الثالث.
- الإسلوب المثالي: الذي يظهر الملك شاباً بوجه مثلثي.[20]

## معرض المنحوتات

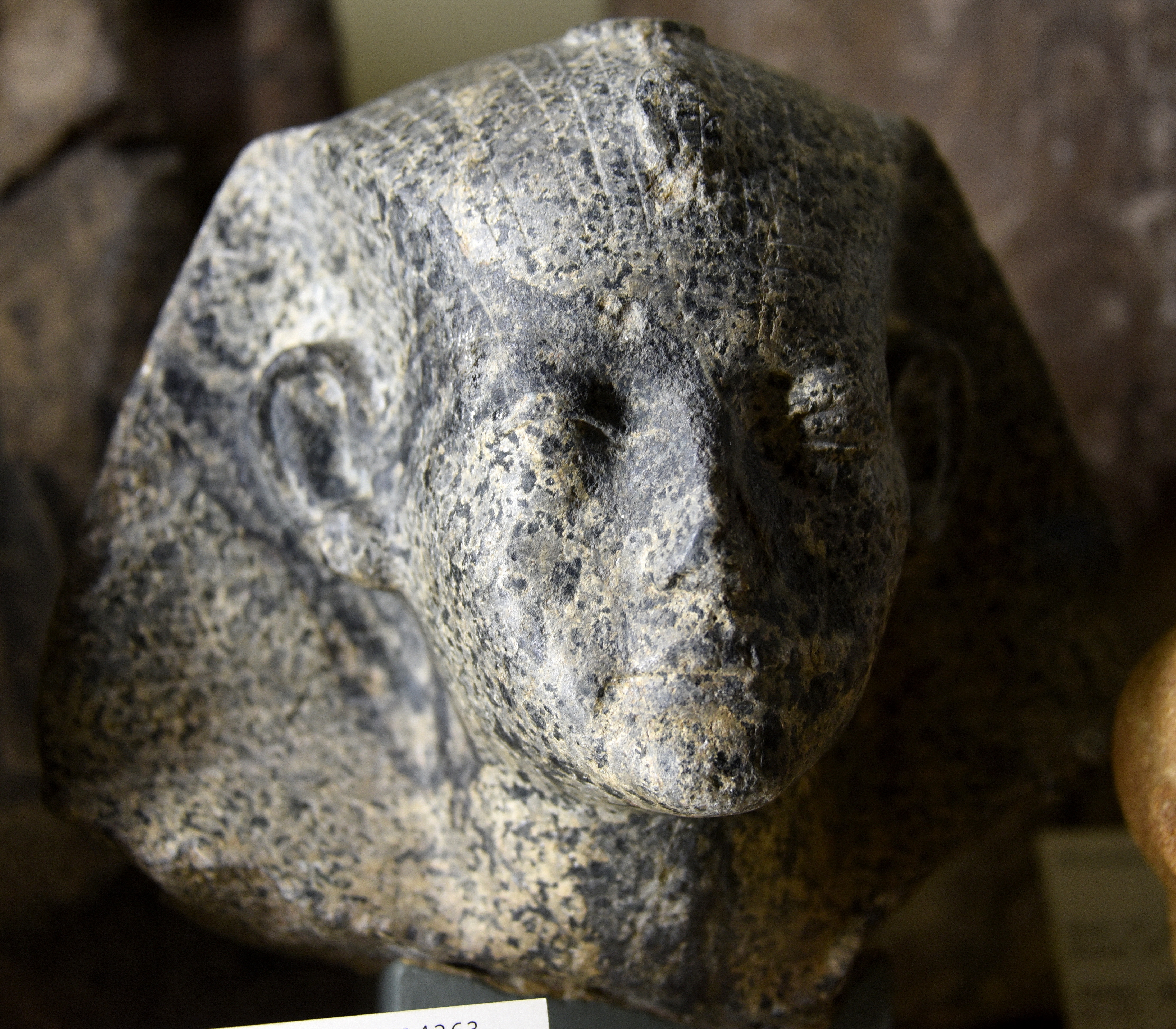
رأس أمن-م-حات الثالث (أمنمس). مصنوع من الديوريت المرقَّش، بنصف الحجم الطبيعي. الأسرة الثانية عشر. مصر. متحف بتري للآثار المصرية، لندن
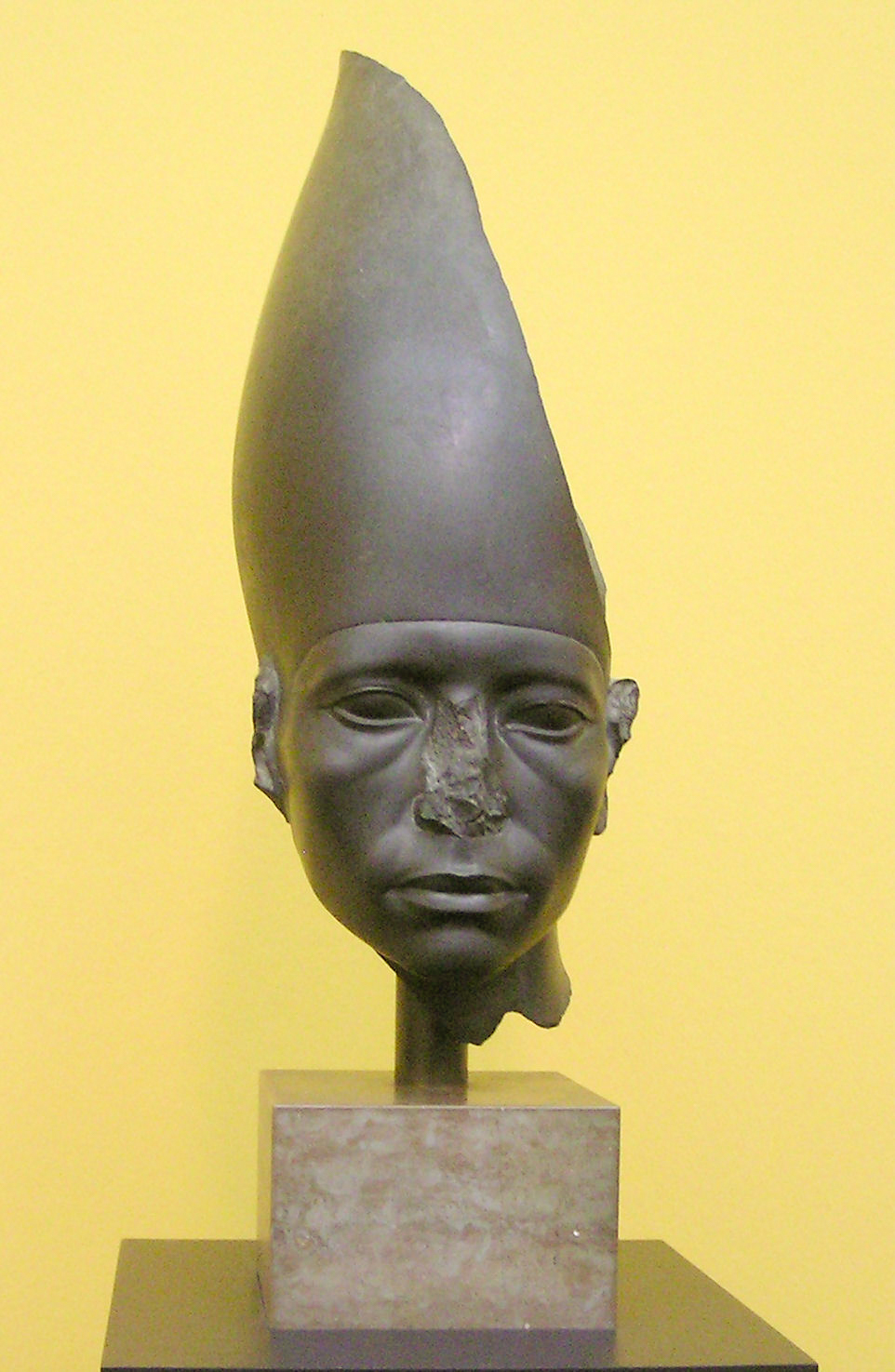
بورتريه لأمن-م-حات الثالث منحوت بالإسلوب الواقعي
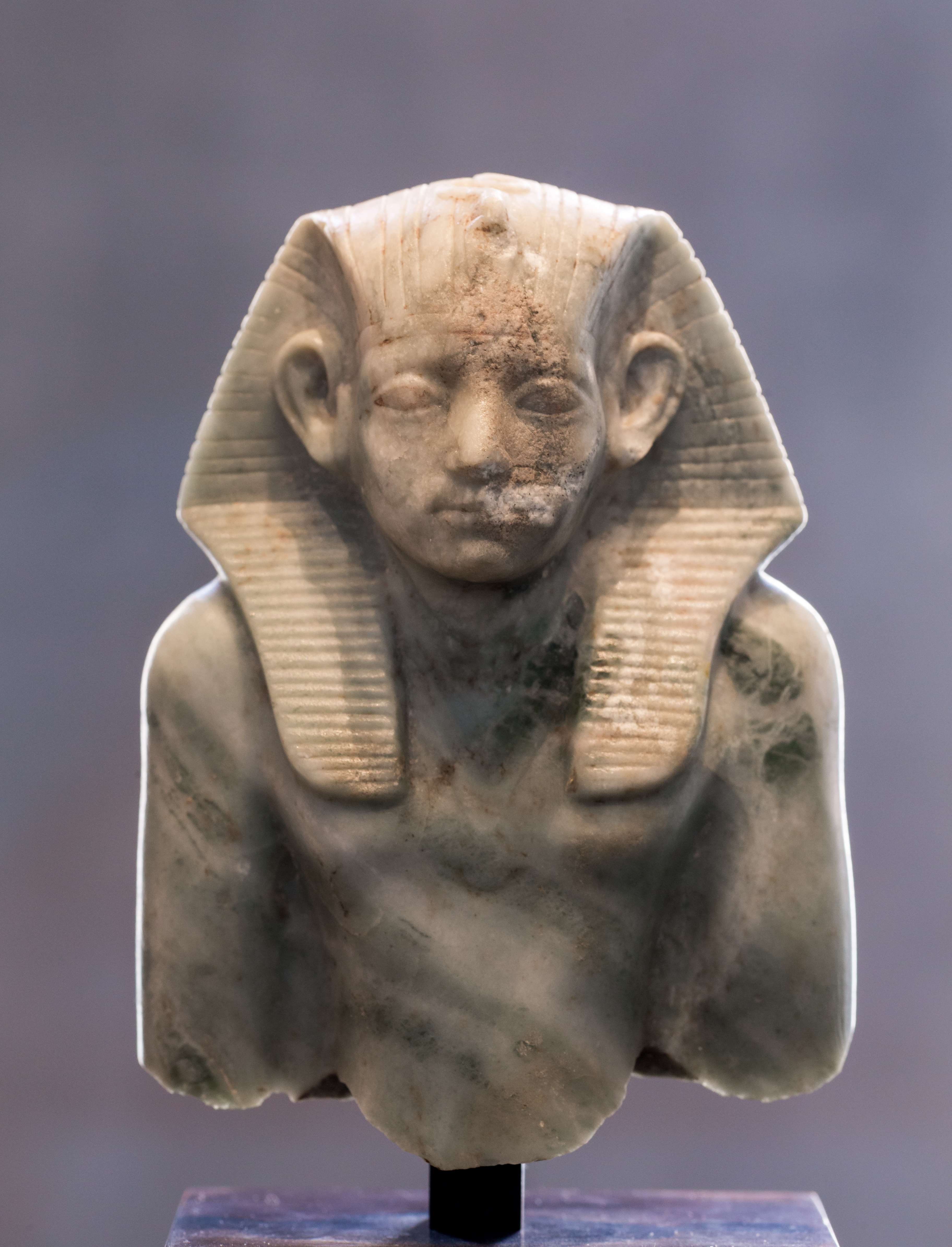
بورتريه لأمن-م-حات الثالث منحوت بالإسلوب المثالي
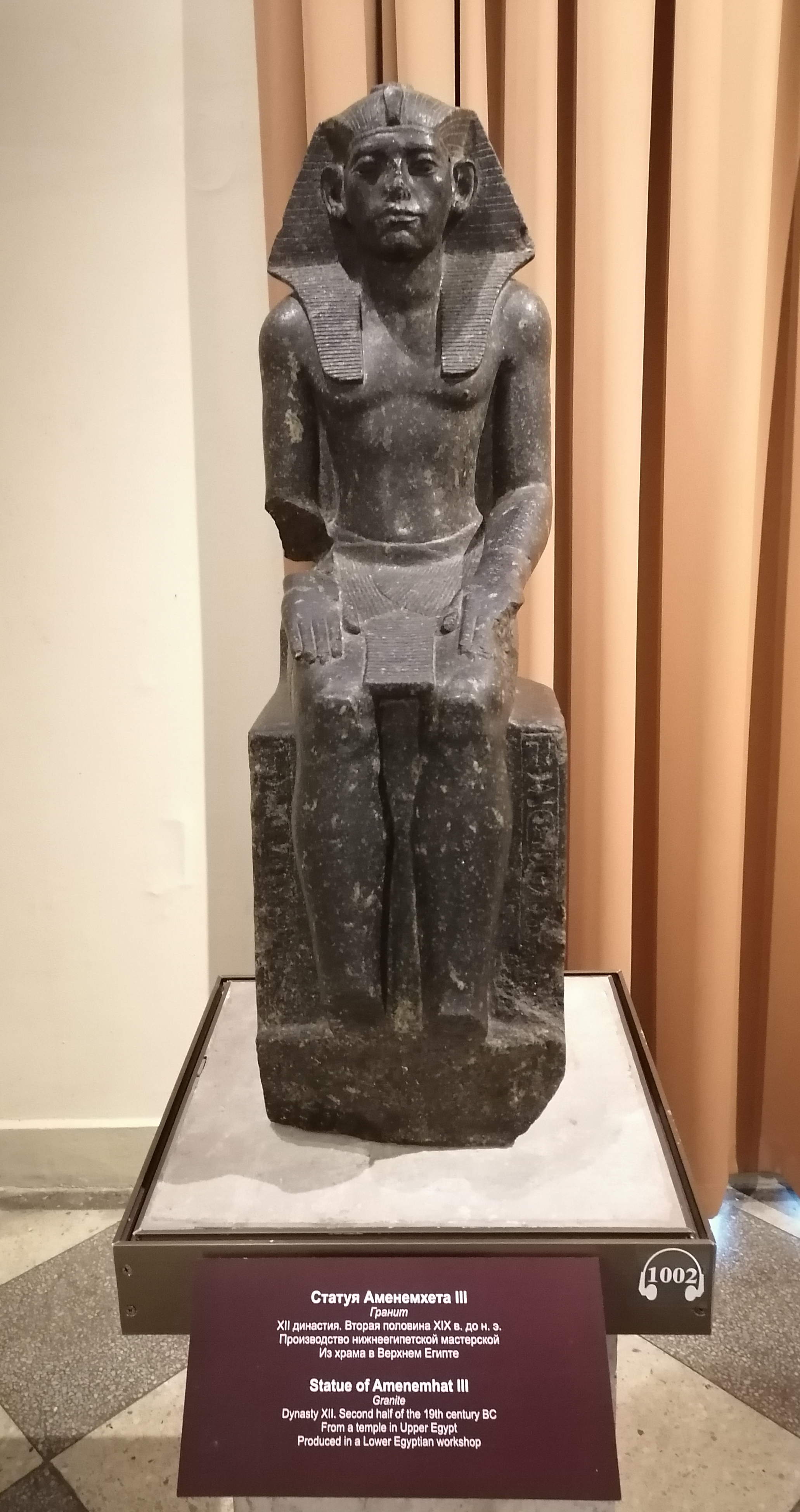
تمثال من المجموعة المصرية الخاصة بمتحف الأرميتاج
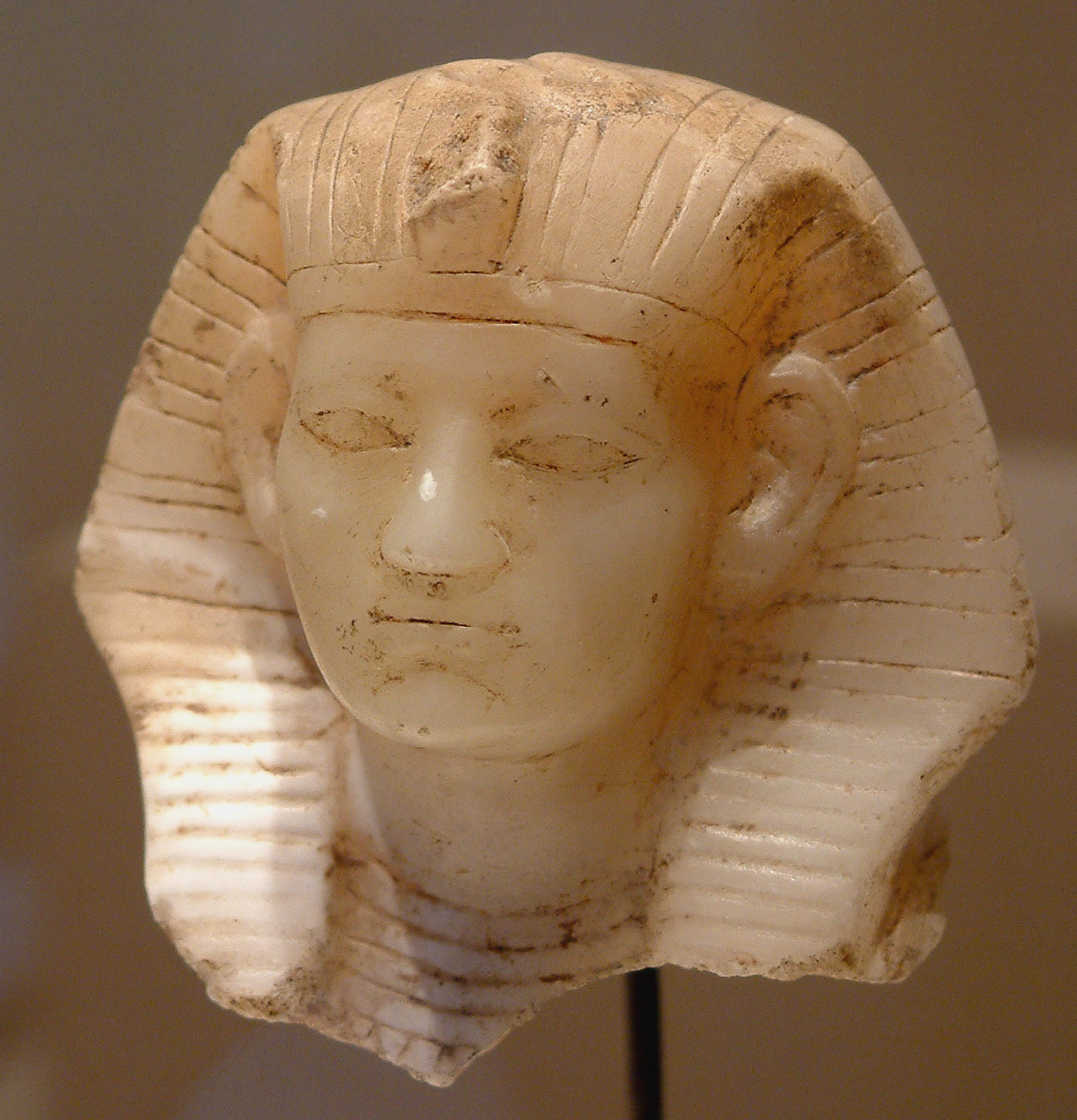
رأس تمثال أمن-م-حات الثالث، معروض الآن بمتحف اللوفر

## الأسماء الأخرى
- أمنمس
- لامارس، أمرس (وفقاً للمؤرخ المصري مانيتون)
- موريس (وفقاً للمؤرخ اليوناني هيرودوت)

## مزيد من القراءة
- - W. Grajetzki, The Middle Kingdom of Ancient Egypt: History, Archaeology and Society, Duckworth, London 2006 ISBN 0-7156-3435-6, 58-61

## روابط خارجية
- أمن-م-حات الثالث (ني-ماعت-رع)
- هرم أمن-م-حات الثالث